# Journal of Econometrics
Das Journal of Econometrics ist eine wirtschaftswissenschaftliche Fachzeitschrift, deren Schwerpunkt die Ökonometrie ist und die vom niederländischen Verlag Elsevier monatlich in sechs Bänden pro Jahr herausgegeben wird. Das Journal of Econometrics enthält zudem die Annals of Econometrics als regelmäßige Beilage.

## Geschichte
Das Journal of Econometrics wurde erstmals 1973 durch North-Holland Publishing Co. herausgegeben, um dem gestiegenen Interesse der akademischen Fachwelt an Ökonometrie entgegenzukommen.  Als erste Chefredakteure wurden Dennis Aigner, Phoebus Dhrymes und Arnold Zellner eingestellt. Die ursprüngliche Publikationsfrequenz betrug vier Ausgaben pro Jahr, stieg jedoch im Laufe der Zeit auf sechs Bände pro Jahr mit zwei Ausgaben pro Band an.

## Inhalte
Das Journal of Econometrics ist als Publikationsorgan für wichtige neue Forschung in sowohl theoretischer als auch angewandter Ökonometrie gedacht. Der Umfang der Zeitschrift beinhaltet Artikel, die sich mit Schätzung und anderen methodologischen Aspekten der Anwendung statistischer Inferenz auf ökonomische Daten beschäftigen sowie Artikel zur Anwendung ökonometrischer Techniken in wesentlichen Gebieten der Volkswirtschaftslehre. Ökonometrische Forschung in den traditionellen Abteilungen der Disziplin oder in sich neu entwickelnden Gebieten sozialer Experimente befinden sich ebenfalls im Betätigungsrahmen der Zeitschrift.
Die Annals of Econometrics stellen eine Zulage zum Journal of Econometrics dar. Jede Ausgabe der Annalen beinhaltet eine Sammlung an Artikeln zu einem wichtigen Thema der Ökonometrie, ausgewählt durch den Redakteur der jeweiligen Ausgabe. Führende Forscher haben Artikel zu Themen wie die Wohlfahrtsökonomik oder die Preisbildung für Elektrizität, zensierte oder gekürzte Regressionsmodelle, nicht-verschachtelte Modelle, Modellspezifizierung, die ökonometrische Analyse von Zeitdaten, Prä-Test- und Stein-Schätzwerte, Bayessche Analyse ökonometrischer Modelle usw. publiziert.

## Redaktion
Die Redaktion des Journal of Econometrics besteht aus vier Chefredakteuren – Yacine Aït-Sahalia, Jianqing Fan, Han Hong, Oliver Linton –, einem siebenköpfigen Verwaltungsrat und 55 Associate Editors.

## Rezeption
In einer Studie von Kalaitzidakis et al. (2003) belegte das Journal of Econometrics Platz 6 von 159 ausgewerteten Publikationen, sank jedoch in einer aktualisierten Studie von Kalaitzidakis et al. (2011) auf Platz 14 von 209 verglichenen Publikationen ab. Im wirtschaftswissenschaftlichen Publikationsranking des Tinbergen-Instituts an der Universität Amsterdam wird das Journal of Econometrics in der Kategorie A („sehr gute allgemeine wirtschaftswissenschaftliche Fachzeitschriften und Spitzenzeitschriften im jeweiligen Fachgebiet“) geführt. Eine weitere Studie der französischen Ökonomen Pierre-Phillippe Combes und Laurent Linnemer listet das Journal mit Rang 1 wirtschaftswissenschaftlichen Zeitschriften in die zweitbeste Kategorie AA ein.
Der Impact Factor des Journal of Econometrics lag im Jahr 2012 bei 1,710. In der Statistik des Social Sciences Citation Index wurde das Journal mit diesem Impact Factor an 64. Stelle von 333 Zeitschriften in der Kategorie Wirtschaftswissenschaften geführt. In der Kategorie Mathematische Methoden belegte das Journal Rang 9 von 45 Zeitschriften.